# Rallye Argentinien

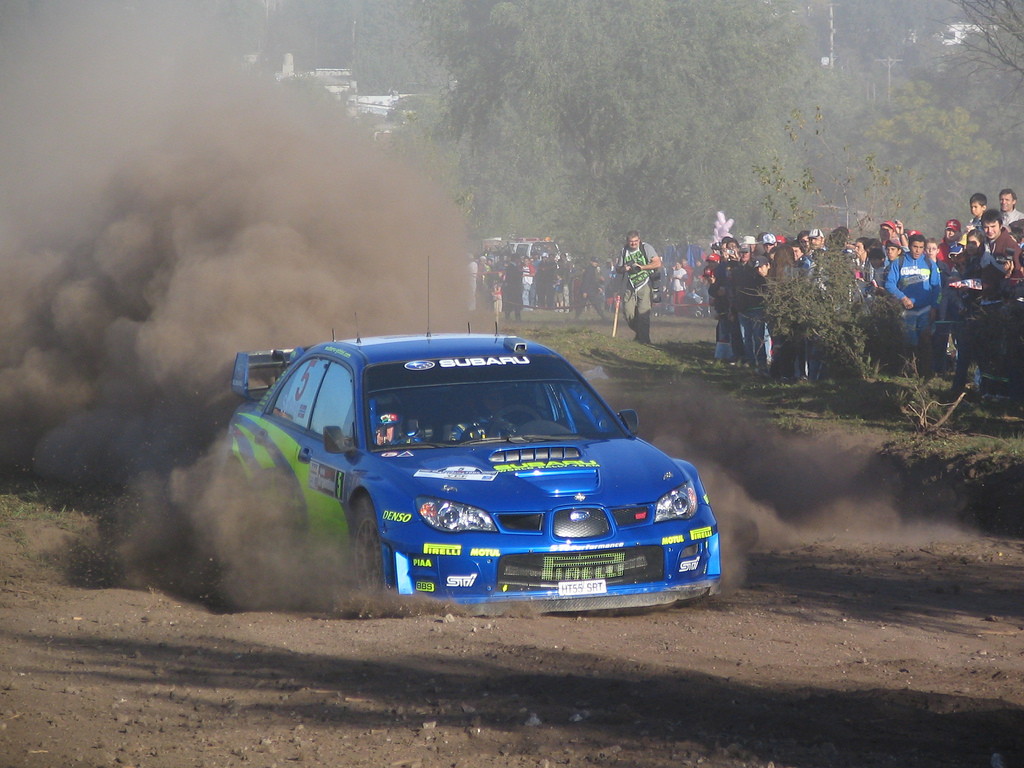
Shakedown der Rallye Argentinien 2006: Petter Solberg mit seinem Subaru Impreza WRC

Die Rallye Argentinien ist eine seit 1979 stattfindende Rallye in der Nähe der Stadt Villa Carlos Paz, zugehörig zur Provinz Córdoba. Die ersten Austragungen fanden in der Region von San Miguel de Tucumán statt. Mit Ausnahme der Jahre 1995 und 2010 gehörte die Rallye seit 1980 zur FIA Rallye-Weltmeisterschaft.

## Geschichte

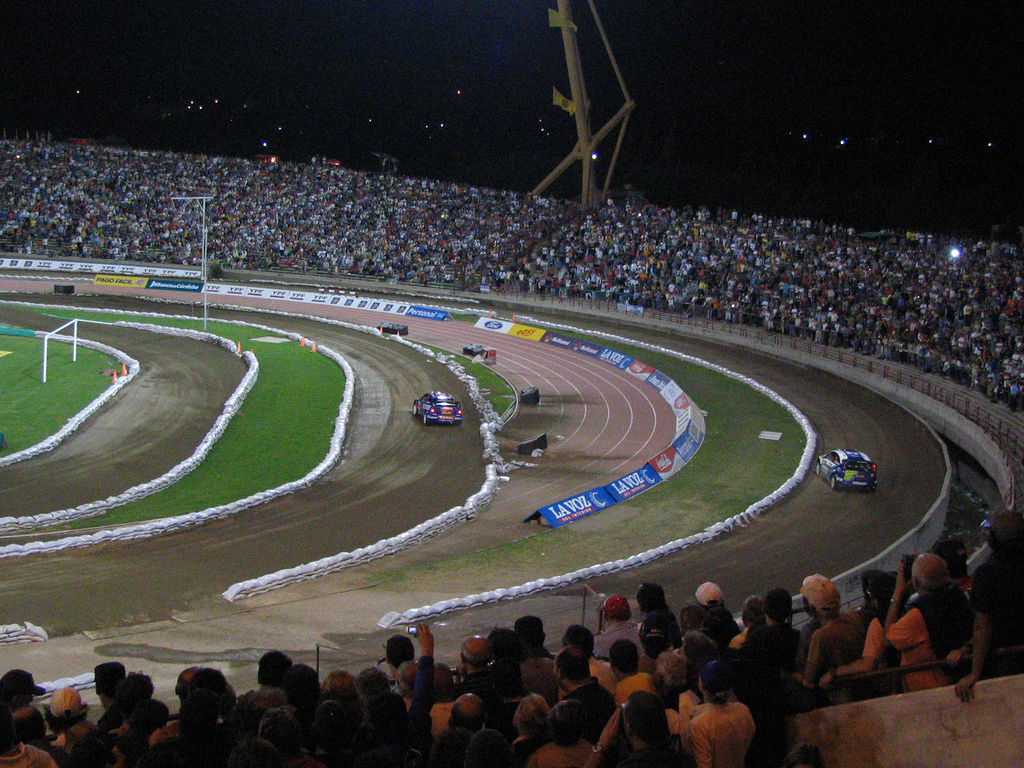
Stadium Superspecial der Rallye Argentinien 2006: Sébastien Loeb (Citroën, links) und Marcus Grönholm (Ford, rechts)

1980 wurde die erste Rallye im Rahmen der Rallye-Weltmeisterschaft in der Provinz Tucumán ausgefahren. Sie wurde vom Automóvil Club Argentino organisiert. 1981 fand der Wettbewerb ebenfalls in San Miguel de Tucumán statt. Nach einer Pause im Jahre 1982 wechselte für 1983 der Standort der Veranstaltung nach San Carlos de Bariloche und im darauffolgenden Jahr in die Provinz Córdoba, wo die Rallye bis heute stattfindet. 2007 fand eine der Wertungsprüfungen im Estadio Monumental Antonio Vespucio Liberti in Buenos Aires statt, eine weitere im Estadio Olímpico Chateau Carreras von Córdoba.

## Gesamtsieger
Mit acht Siegen ist der Franzose Sébastien Loeb der Rekordhalter bei der Rallye Argentinien. Auf drei Siege kamen bisher sowohl der Finne Tommi Mäkinen (1996 bis 1998) als auch der Italiener Miki Biasion, der jedoch keinen Hattrick schaffte.
| Jahr   | Rallye                  | Fahrer             | Co-Pilot              | Fahrzeug                   |
| ------ | ----------------------- | ------------------ | --------------------- | -------------------------- |
| 1979 1 | Rallye Argentinien 1979 | Jean Guichet       | Jean Todt             | Peugeot 504                |
| 1980   | Rallye Argentinien 1980 | Walter Röhrl       | Christian Geistdörfer | Fiat 131 Abarth            |
| 1981   | Rallye Argentinien 1981 | Guy Fréquelin      | Jean Todt             | Talbot Sunbeam Lotus       |
| 1983   | Rallye Argentinien 1983 | Hannu Mikkola      | Arne Hertz            | Audi quattro A2            |
| 1984   | Rallye Argentinien 1984 | Stig Blomqvist     | Björn Cederberg       | Audi quattro A2            |
| 1985   | Rallye Argentinien 1985 | Timo Salonen       | Seppo Harjanne        | Peugeot 205 Turbo 16 E2    |
| 1986   | Rallye Argentinien 1986 | Miki Biasion       | Tiziano Siviero       | Lancia Delta S4            |
| 1987   | Rallye Argentinien 1987 | Miki Biasion       | Tiziano Siviero       | Lancia Delta HF 4WD        |
| 1988   | Rallye Argentinien 1988 | Jorge Recalde      | Jorge del Buono       | Lancia Delta Integrale     |
| 1989   | Rallye Argentinien 1989 | Mikael Ericsson    | Claes Billstam        | Lancia Delta Integrale     |
| 1990   | Rallye Argentinien 1990 | Miki Biasion       | Tiziano Siviero       | Lancia Delta Integrale 16V |
| 1991   | Rallye Argentinien 1991 | Carlos Sainz       | Luis Moya             | Toyota Celica GT-Four      |
| 1992   | Rallye Argentinien 1992 | Didier Auriol      | Bernard Occelli       | Lancia Delta HF Integrale  |
| 1993   | Rallye Argentinien 1993 | Juha Kankkunen     | Nicky Grist           | Toyota Celica Turbo 4WD    |
| 1994   | Rallye Argentinien 1994 | Didier Auriol      | Bernard Occelli       | Toyota Celica Turbo 4WD    |
| 1995 1 | Rallye Argentinien 1995 | Jorge Recalde      | Martin Christie       | Lancia Delta HF Integrale  |
| 1996   | Rallye Argentinien 1996 | Tommi Mäkinen      | Seppo Harjanne        | Mitsubishi Lancer Evo 3    |
| 1997   | Rallye Argentinien 1997 | Tommi Mäkinen      | Seppo Harjanne        | Mitsubishi Lancer Evo 4    |
| 1998   | Rallye Argentinien 1998 | Tommi Mäkinen      | Risto Mannisenmäki    | Mitsubishi Lancer Evo 5    |
| 1999   | Rallye Argentinien 1999 | Juha Kankkunen     | Juha Repo             | Subaru Impreza WRC         |
| 2000   | Rallye Argentinien 2000 | Richard Burns      | Robert Reid           | Subaru Impreza WRC         |
| 2001   | Rallye Argentinien 2001 | Colin McRae        | Nicky Grist           | Ford Focus WRC             |
| 2002   | Rallye Argentinien 2002 | Carlos Sainz       | Luís Moya             | Ford Focus WRC             |
| 2003   | Rallye Argentinien 2003 | Marcus Grönholm    | Timo Rautiainen       | Peugeot 206 WRC            |
| 2004   | Rallye Argentinien 2004 | Carlos Sainz       | Marc Martí            | Citroën Xsara WRC          |
| 2005   | Rallye Argentinien 2005 | Sébastien Loeb     | Daniel Elena          | Citroën Xsara WRC          |
| 2006   | Rallye Argentinien 2006 | Sébastien Loeb     | Daniel Elena          | Citroën Xsara WRC          |
| 2007   | Rallye Argentinien 2007 | Sébastien Loeb     | Daniel Elena          | Citroën C4 WRC             |
| 2008   | Rallye Argentinien 2008 | Sébastien Loeb     | Daniel Elena          | Citroën C4 WRC             |
| 2009   | Rallye Argentinien 2009 | Sébastien Loeb     | Daniel Elena          | Citroën C4 WRC             |
| 2010 1 | Rallye Argentinien 2010 | Juho Hänninen      | Mikko Markkula        | Škoda Fabia S2000          |
| 2011   | Rallye Argentinien 2011 | Sébastien Loeb     | Daniel Elena          | Citroën DS3 WRC            |
| 2012   | Rallye Argentinien 2012 | Sébastien Loeb     | Daniel Elena          | Citroën DS3 WRC            |
| 2013   | Rallye Argentinien 2013 | Sébastien Loeb     | Daniel Elena          | Citroën DS3 WRC            |
| 2014   | Rallye Argentinien 2014 | Jari-Matti Latvala | Miikka Anttila        | Volkswagen Motorsport      |
| 2015   | Rallye Argentinien 2015 | Kris Meeke         | Paul Nagle            | Citroën DS3 WRC            |
| 2016   | Rallye Argentinien 2016 | Hayden Paddon      | John Kennard          | Hyundai i20 WRC            |
| 2017   | Rallye Argentinien 2017 | Thierry Neuville   | Nicolas Gilsoul       | Hyundai i20 Coupe WRC      |
| 2018   | Rallye Argentinien 2018 | Ott Tänak          | Martin Järveoja       | Toyota Yaris WRC           |
| 2019   | Rallye Argentinien 2019 | Thierry Neuville   | Nicolas Gilsoul       | Hyundai i20 Coupé WRC      |

1 kein WM-Status